# Flietsterbosk
Het Flietsterbosk is een natuurgebied ten zuiden van Witmarsum in de Nederlandse provincie Friesland.
Het Flietsterbosk ligt ten zuiden van Witmarsum. Het bos wordt aan de westzijde begrensd door de Witmarsumervaart. Het kleinschalige natuurgebied heeft een relatief grote variatie aan begroeiing van meidoorn, wilgen, beuken, populieren en elzen. Het gebied wordt beheerd door de vereniging Natuurmonumenten. In 2018 zijn er vanwege de essentaksterfte maatregelen getroffen om het bos toegankelijk te houden voor recreanten.

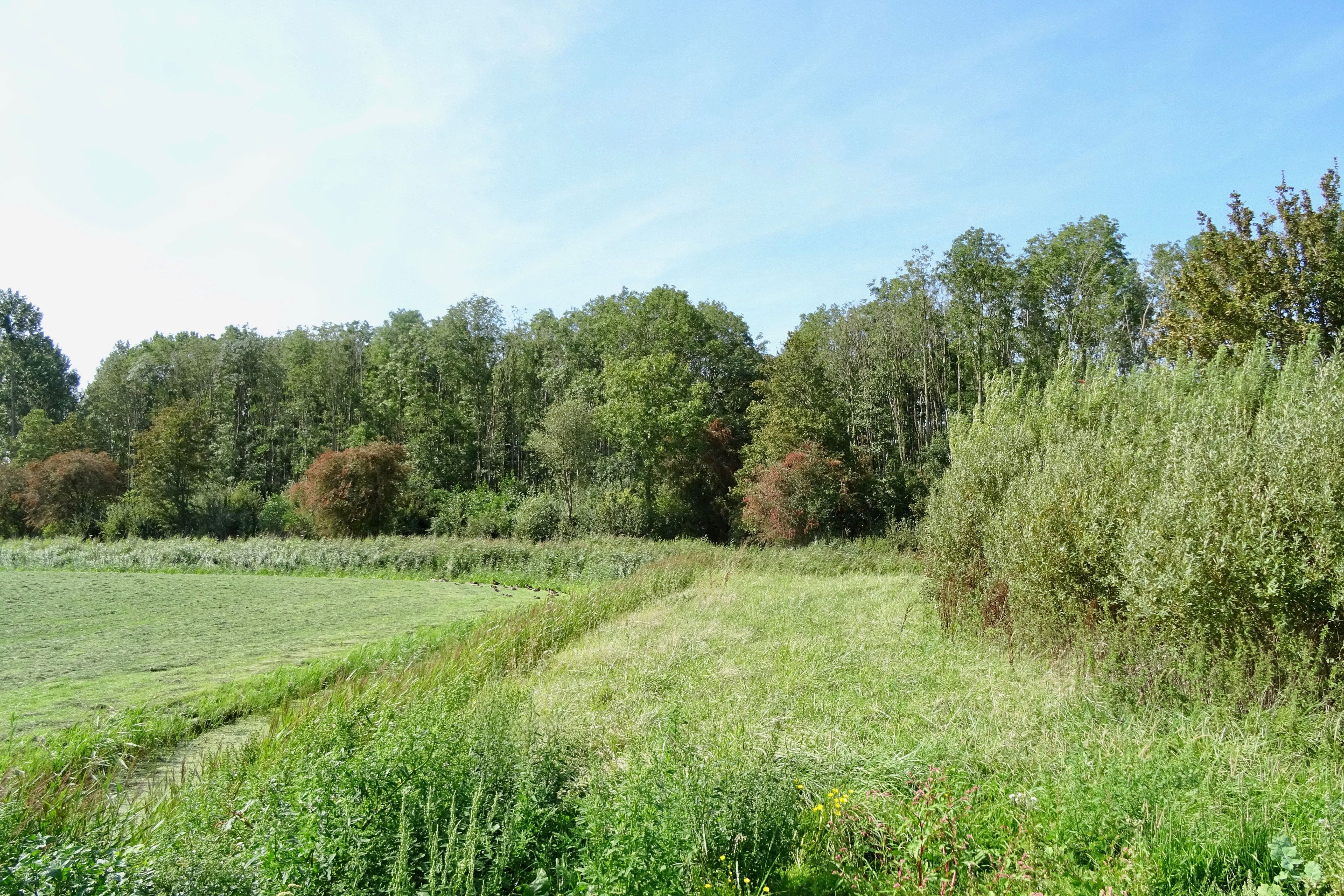
Zuidelijke rand van het Flietsterbosk
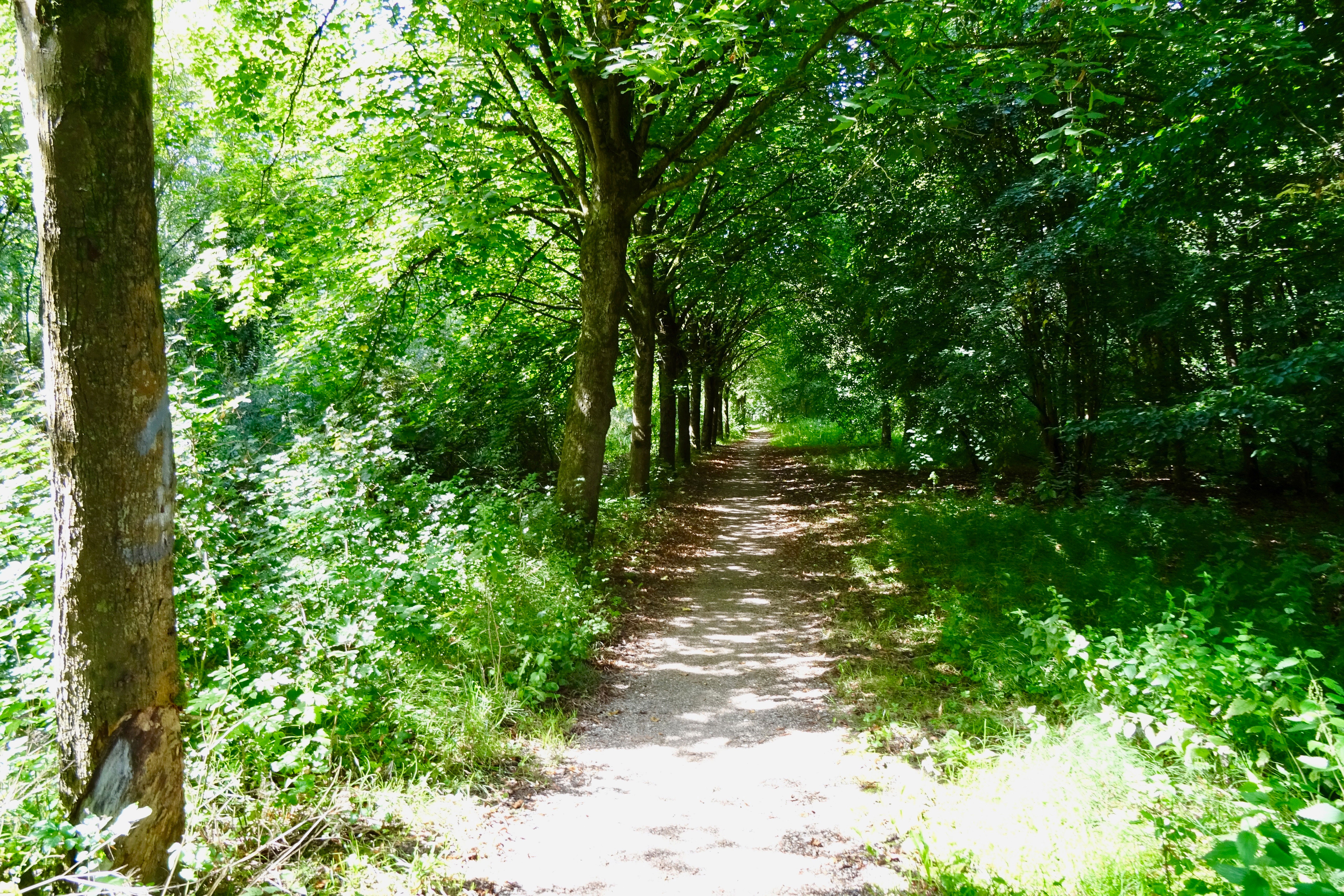
Weg door het Flietsterbosk